# Mercedes-Benz W116
O Mercedes-Benz W116 é uma série de sedãs de luxo emblemáticos produzidos de setembro de 1972 a 1980. Os automóveis W116 foram os primeiros modelos Mercedes-Benz a serem oficialmente chamados de Classe S, embora alguns modelos de sedãs anteriores já tivessem sido designados extraoficialmente com a letra "S" de Sonderklasse ("classe especial"). O W116 foi eleito Carro Europeu do Ano em 1974.